# خارمنژه
خارمنژه (به لهستانی:  Harmęże) یک روستا در لهستان است که در گمینا اوشوینچیم واقع شده‌است. خارمنژه ۶۱۳ نفر جمعیت دارد و ۲۴۰ متر بالاتر از سطح دریا واقع شده‌است.